# 横山正彦
横山 正彦（よこやま まさひこ、1917年〈大正6年〉4月20日 - 1986年〈昭和61年〉3月8日）は、日本の経済学者。東京大学名誉教授。旧姓は伊藤。

## 経歴
長野県上伊那郡高遠町（現伊那市）出身。旧制伊那中学（長野県伊那北高等学校）、松本高等学校文科乙類を経て、1941年東京帝国大学経済学部卒。
大河内一男にマルクス主義経済学を学ぶ。社団法人銀行調査会事務局調査課、全国金融調査会調査部調査課勤務、1946年東大経済学部助教授、1955年教授、1961年「重農主義分析」で経済学博士。1978年定年退官、名誉教授、1982年駒澤大学教授。日本科学者会議の設立に参加した。

## 著書
- 『経済学の基盤』東京大学出版会、1955、東大学術叢書
- 『重農主義分析』岩波書店、1958
- 『経済学と根本理念 マルクス経済学と私』学文社、1967

### 共編著
- 『経済学史』舞出長五郎共著、弘文堂、1955、経済学全集
- 『資本論研究入門』長谷部文雄共編、青木書店、1958
- 『マルクス経済学論集』編 河出書房新社、1960、大学セミナー双書
- 『経済学概論』編、有斐閣双書、1968
- 『マルクス主義経済学の擁護 宇野弘蔵氏の学説の検討』見田石介、林直道共編著、新日本出版社、1971
- 『マルクス経済学を学ぶ』金子ハルオ共編、有斐閣選書、1975

### 翻訳
- ドイツ対外政策研究所編『現代英吉利経済の分析』大河内一男共訳、国際書房、1943
- ジョン・イートン『経済学 マルクス経済学教程 上巻』新評論社、1953
- ジョン・イートン『経済学入門 マルクス経済学教程』新評論社、1954、のち青木文庫
- マンデス・フランス、ガブリエル・アルダン『経済学と経済政策』森有正、成瀬治共訳、日本経済新聞社、1956
- マルクス『賃金,価格,利潤』大月書店 国民文庫、1965

### 記念論文集
- 『経済学における理論・歴史・政策 横山正彦先生還暦記念』金子ハルオほか編、有斐閣、1978

## 参考
- 古庄正,「横山正彦教授の追悼号発刊に寄せて」『駒沢大学経済学論集』 18巻 4号 p1-3,1-364,肖像巻頭1枚, 1987-03
- 『アルペン颪 旧制高等学校物語 松本高校編』（財界評論新社 1967年）